# Batman - Il Cavaliere Oscuro colpisce ancora
Batman - Il Cavaliere Oscuro colpisce ancora è una miniserie a fumetti scritta e disegnata da Frank Miller con colorazione di Lynn Varley. Si tratta di una miniserie di 3 numeri pubblicata dalla DC Comics. È il seguito della miniserie del 1986 Il ritorno del Cavaliere Oscuro. Cronologicamente si svolge 3 anni dopo la fine della precedente. Dal punto di vista narrativo si colloca in una realtà alternativa rispetto alla continuity degli albi Dc Comics attualmente in pubblicazione. Dopo Crisi infinita e la serie 52, la vicenda viene collocata su Terra-31. In questa realtà i supereroi sono più vecchi di circa vent'anni, non agiscono più in pubblico e la popolazione li ricorda come un mito.
Frank Miller, insieme a Brian Azzarello e Andy Kubert produce un seguito dell'opera a distanza di tredici anni, intitolata Cavaliere Oscuro III - Razza suprema. Si tratta di una miniserie di 8 numeri distribuita dal 25 novembre 2015.

## Trama
La storia si sviluppa in tre atti pubblicati attraverso una miniserie dal titolo The Dark Knight Strikes Again.

### Volume 1
(Batman)
Il potere politico e finanziario degli Stati Uniti d'America è detenuto da un governo ombra presieduto da Lex Luthor che controlla il paese tramite la manipolazione dei media e lo sfruttamento di una tecnologia avanzata fornitagli da Brainiac. Gli ultimi supereroi rimasti sono costretti a non intervenire o sono già stati imprigionati o eliminati. La popolazione ha la sensazione di vivere in uno Stato ancora democratico governato dal Presidente in carica Rick Rickard. In realtà questi è solo un ologramma generato per rassicurare la gente ed eseguire il progetto politico di Luthor. Il giornalista Jimmy Olsen è l'unico che sembra battersi per rivelare la verità e ricordare a tutti i tempi in cui c'era una Justice League of America. I supereroi sono però spariti da diversi anni e vengono ricordati come un mito o semplici leggende urbane. Ormai creduto morto, Bruce Wayne è da anni che si prepara al contrattacco. A tal scopo ha addestrato un gruppo di ragazzi chiamati Batboys, capitanati da Caroline Keene Kelley; un tempo Robin, questa ragazza sedicenne e ora ha un costume da giaguaro e si chiama Catgirl. La prima parte del piano consiste nel liberare Ray Palmer (Atomo) e Barry Allen (Flash II), il primo tenuto prigioniero in un centro governativo per esperimenti in microbiologia marina, mentre il secondo costretto a correre in continuazione nella centrale elettrica Kanemitsu per produrre energia a costo zero. L'operazione per liberarli riesce, ma questo mette in allarme Luthor e Brainiac che chiamano in azione Superman: questi è segretamente al servizio del Governo in quanto viene ricattato da Brainiac che possiede la città kryptoniana di Kandor, miniaturizzata in un cilindro di vetro. Superman inoltre non sembra dispiaciuto dal fatto che il Nuovo ordine mondiale creato da Luthor abbia comunque portato prosperità e benessere economico. Dopo il ritorno in azione di Batman, Brainiac uccide per rappresaglia una famiglia di kryptoniani e questo scatena la furia dell'Uomo d'Acciaio che si dirige verso la Batcaverna con lo scopo di eliminare una volta per tutte il suo amico/nemico Bruce Wayne. L'Uomo Pipistrello è però pronto ed accoglie il suo ex-collega facendogli precipitare sulla testa novanta tonnellate di pietra, e non appena l'altro si libera, Freccia Verde (Oliver Queen) lo colpisce con una freccia la cui punta è riempita con napalm alla kryptonite. Mentre Superman è a terra stremato, Atomo gli entra in un timpano per danneggiarli i centri dell'equilibrio e infine interviene Batman con due guanti meccanici costruiti con kryptonite. Dopo un furioso pestaggio, Superman è sconfitto e in fin di vita.

### Volume 2
(Superman)
Batman attacca il palazzo di Luthor con l'ausilio dei Batboys e di CatGirl: nell'attacco Luthor viene marcato sul viso con un simbolo a forma di Z, e Batman distrugge il database del supercriminale, eliminando così le informazioni con le quali ricatta le persone più influenti al mondo. Nel frattempo gli agenti dell'Uomo Pipistrello, con l'aiuto di Flash, sabotano l'organizzazione di Luthor a livello internazionale. Superman si è rifugiato ferito presso i resti della Fortezza della Solitudine al Polo Nord: qui viene raggiunto da Wonder Woman che lo sprona ad agire e comportarsi come un guerriero. Tra i due vi è un rapporto sentimentale e diversi anni prima hanno avuto una figlia di nome Lara, ma l'Uomo d'Acciaio pare non l'abbia mai voluta incontrare per paura che Brainiac scopra l'esistenza di questa ragazza ormai adolescente. Come reazione all'attacco di Batman, Brainiac si dirige su Metropolis con un'astronave dall'aspetto mostruoso. Questa volta Superman interviene e si mostra ai suoi ex-concittadini dopo molti anni; questi lo accolgono come un salvatore, ma Brainiac gli intima di non combattere, altrimenti ucciderà i dieci milioni di kryptoniani che tiene in pugno. L'Uomo d'Acciaio rimane inerme e rifiuta di combattere, ma ad agire sono Wonder Woman e Lara che distruggono l'astronave di Brainiac. La ragazza amazzone-kryptoniana ha poteri che eguagliano il padre e indossa un costume simile a quello di Superman, rendendosi di fatto una nuova Supergirl. Nel frattempo Batman prosegue nel suo piano, liberando i supereroi ancora in vita e utili al suo scopo. Dopo aver reclutato Elongated Man, si serve del suo aiuto per recarsi all'Arkham Asylum dove si trova prigioniero Plastic Man. Freccia Verde rintraccia l'alieno marziano che si fa chiamare John Jones ed era conosciuto come Manhunter quando era membro della Justice League, e ora ha perso i suoi poteri a causa dei nanobot con cui Luthor gli ha compromesso il sistema nervoso, e si ritrova a frequentare squallidi locali dove beve alcolici. In uno di questi, mentre viene sorvegliato da Oliver, viene avvicinato dal misterioso supereroe The Question, il quale è convinto che il marziano possa riacquistare i suoi poteri e unirsi agli altri supereroi. La sua speranza è però vana, in quanto vengono attaccati da un nuovo Joker, il quale, persino con l'intervento di Freccia Verde, uccide Manhunter. Intanto, Atom libera i kriptoniani che insieme a Lara distruggono definitivamente Brainiac unendo i loro raggi laser. In seguito, Batman decide di mostrarsi alla folla che si è radunata a Gotham City per seguire il concerto di un gruppo chiamato Superfighe (i cui componenti sono ragazze con costumi che richiamano le supereroine del passato). Il Cavaliere Oscuro si rivolge alla gente e ai media senza maschera e invita tutti alla rivoluzione.

### Volume 3
(Hal Jordan / Lanterna Verde)
Superman (influenzato da sua figlia Lara) decide di unirsi a Batman nella sua rivoluzione, anche se lo definisce un bastardo. Gli riconosce però la determinazione e l'arguzia, doti che lo rendono l'unica speranza per l'umanità. Lara finge di arrendersi a Brainiac cedendo alla sua minaccia di distruggere Kandor se non avesse eseguito i suoi ordini. Si reca quindi alla sua fortezza in Siberia ma porta segretamente con sé Ray Palmer. A differenza di suo padre ha un piano per sventare i ricatti di Braniac, un modo di agire al quale suo padre non aveva mai pensato, dando ragione a Batman che definisce Superman come un ottuso. Una volta arrivati Lara finge di sottomettersi mentre, miniaturizzato, Atomo entra nella bottiglia dove risiedono gli ultimi abitanti di Krypton e li libera aumentando le sue dimensioni. Ora possono sviluppare anche loro i super poteri che derivano dall'essere esposti al nostro sole giallo. Questi donano tutta la loro energia alla stessa Lara per generare un colpo di calore tale da distruggere Brainiac e tutti i suoi macchinari. Adesso rimane la minaccia rappresentata dalla presenza dei satelliti di Luthor, armati con cannoni laser ad alta precisione, bombe nucleari e testate in grado di rilasciare energia geotermica e causare terremoti devastanti. Luthor viene affrontato dal Cavaliere Oscuro che confessa la sua stessa esistenza e quella dei super uomini e vigilanti supereroi gli ha dato un motivo plausibile per completare il suo piano di controllo globale. Il pretesto è dato dal presupposto che questi supereroi si comportano come terroristi che vogliono sovvertire i governi democratici. Nel momento in cui Batman si rivela al mondo e incita alla rivoluzione il Governo ha pronto una controffensiva ovvero un attacco su scala mondiale perpetrato per mezzo delle armi dei satelliti. I centri industriali e finanziari saranno risparmiati, ma la popolazione rimarrà di solo un miliardo di unità e sarà facilmente controllabile da un Governo Globale. Tutto ciò viene però sventato dal ritorno di Hal Jordan che distrugge le armi di distruzione del supercriminale che si trovano in orbita. Lo stesso Luthor viene ucciso dal figlio di Hawkman e Hawkgirl che, spronato da Batman, si vendica per la morte dei genitori. Persino Superman abbandona ogni remora e attacca aerei ed elicotteri militari pronti a colpire la popolazione ribelle, è quindi disposto a commettere omicidi e (come vuole Lara e sua madre Wonder Woman) è arrivato il momento di interferire nelle questioni politiche al fine di affrontare alla radice il vero male del mondo Nel frattempo Catgirl si reca da una bambina che si fa chiamare Saturn Girl e può predire il futuro. Questa l'avverte di stare attenta al nuovo Joker. Lo definisce un essere che non può morire e che odia Catgirl più di quanto il suo predecessore odiasse Batman. La predizione si rivela corretta e il nuovo supercriminale attacca Catgirl nella Bat-caverna e l'accusa di avergli rubato l'amore di Batman. In soccorso della ragazza arriva l'Uomo Pipistrello che scopre che il nuovo Joker è Dick Grayson, il primo Robin. Questi si è sottoposto ad una manipolazione genetica che lo rende in grado di guarire da ogni ferita. Batman fa mettere in salvo Catgirl da Ralph Dibny (Elongated Man) e poi innesca il sistema di autodistruzione della Batcaverna. Questo aziona un esplosivo che libera la lava di un vulcano sottostante. Dick verrà fatto cadere nel lago sulfureo fino ad un punto che non potrà più rigenerarsi. Nel momento dell'esplosione finale, Bruce viene salvato da Superman.

## Epilogo
- La reazione del Governo degli Stati Uniti è rappresentata da una dichiarazione del vicepresidente, modellato su Dick Cheney, il quale garantisce che è tutto sotto controllo ma non sono in grado di spiegare cosa sia successo. Il presidente, modellato su George W. Bush sostiene che la pena di morte non verrà abolita nonostante sia stata una delle prime richieste arrivate dai supereroi.
- Non è chiaro se Batman abbia intenzione di rimanere nell'ombra o di diventare il simbolo della nuova era dei supereroi. Catgirl si scopre innamorata del suo mentore Bruce Wayne.
- L'elemento più incerto e inquietante rimane Superman: la figlia Lara sostiene che gli esseri umani sono deboli e autodistruttivi, il compito di chi ha un grande potere come il loro è di prendere il comando e guidare l'umanità. Suo padre sembra essere scosso da queste parole e da quanto accaduto negli ultimi anni. Per la prima volta non si sente più un essere umano:

La storia si chiude sul quesito che Superman pone alla figlia:
Il pianeta a cui si riferisce è ovviamente la Terra e il tono della domanda lascia aperta la possibilità che sia sua intenzione prenderne il controllo, usando per la prima volta il suo potere per agire direttamente sull'evoluzione della storia umana. Dopo Il Nuovo Ordine Mondiale di Luthor e Brainiac, l'umanità potrebbe assistere all'ascesa dell'Ordine Kryptoniano voluto da Lara e Superman.

## Personaggi
- Batman (Bruce Wayne): il Cavaliere Oscuro è un supereroe ultra sessantenne che viene ritenuto morto da tre anni[3]. Nell'opera precedente ci veniva mostrato un Bruce Wayne che dopo essersi ritirato per circa 10 anni (da quando ne aveva 55) si era rimesso il costume da Cavaliere Oscuro per combattere il senso di depressione e la mancanza di obbiettivi della sua esistenza. La stessa scena iniziale di Batman: Il ritorno del Cavaliere Oscuro ci mostrava un Bruce Wayne che aspirava ad una fine della sua vita. Senza un Batman viene a mancare la vera identità e spirito da lottatore di Bruce. Nel Cavaliere Oscuro colpisce ancora, il personaggio ha ripreso fiducia e ricostruito un senso intorno alla sua esistenza[7]. Ora si vede non solo come un semplice baluardo contro pittoreschi supercriminali che Gotham sembra rigurgitare per sfidarlo, il suo nuovo ruolo trascende quello del super eroe dell'epoca precedente ma diviene un Cavaliere che pone la sua spada e guida morale al servizio di una società apatica, incapace di critica verso il sistema e per questo caduta sotto il controllo di un regime finto-democratico governato dai media e da un dittatore occulto quale Lex Luthor[7][3]. Per pianificare una ribellione contro un sistema ormai consolidato dalla manipolazione dei media, il controllo di tecnologie avanzate e le forze dell'ordine, Batman ha bisogno del ritorno di quelli che considera i suoi paladini (anche se non alla sua altezza morale/strategica) ovvero gli ex membri della Justice League alla quale si aggiungono il Catgirl e un team di ragazzini denominati Batboys[7][3]. Ci troviamo di fronte ad un uomo che vuole mettere alla prova se stesso e il passare del tempo che lo aveva tramutato in un mito talvolta visto criticamente per il suo costume da Pipistrello e i suoi metodi da vigilante. Il Cavaliere Oscuro di questa storia trascende la sua stessa umanità divenendo una figura cristologica capace di tornare dalla morte per risvegliare una società assopita, acritica e sedotta dal male[7]. La sua determinazione e volontà sono incrollabili e questo è lo spirito che deve riacquistare il popolo americano se vuole tornare a riprendersi la sua libertà[7].
- Superman (Clark Kent/Kal-El): quello che viene considerato il primo e più iconico dei Supereroi viene qui inizialmente presentato da Miller come colui che rappresenta ciò che personifica l'assurdità e l'ottusità tipica dell'eroe dai grandi poteri[7]. Batman sottolinea come la sua incapacità di pianificare una strategia ed usare il cervello oltre che ai muscoli lo ha di fatto reso complice del dominio di tiranni come Lex Luthor e Braniac[3][4]. D'altra parte nell'opera precedente del Cavaliere Oscuro era un galoppino al servizio dell'amministrazione reganiana, incapace di criticare o mettere in discussione il sistema capitalistico e imperialista che si nascondeva dietro il Sogno americano e le sue promesse di libertà e democrazia per tutti i popoli. Qui si evidenzia ulteriormente come gli eroi più potenti del DC Universe (soprattutto quelli creati nella Golden age) siano omologati al sistema e incapaci di senso critico o di una visione più ampia dei problemi del Pianeta[4]. In effetti il loro scopo sembra essere quello di intervenire in piccole crisi o minacce, o di affrontare sgargianti e pittoreschi super criminali (spesso innocui e dai comportamenti infantili). In fin dei conti agli occhi di Bruce Wayne, l'eroe venuto da krypton è un semidio cresciuto ed educato con una visione del mondo tipico di un campagnolo della provincia americana, il cui scopo più recondito rimane quello di essere un alieno bisognoso di essere accettato da un popolo dal quale ha paura di essere respinto. Altri esempi riportati nell'opera sono quello di un anziano e apatico Capitan Marvel (Billy Batson) e una Wonder Woman che è innamorata e asservita alla volontà di Superman, ormai estranea ai problemi dei terrestri[4]. Nel terzo albo della serie L'Uomo d'Acciaio subisce però una repentina e radicale svolta nel suo atteggiamento nei confronti del sistema politico e della situazione geopolitica della Terra[5]. Questo avviene grazie a quella che risulta essere una figura centrale della storia, ovvero sua figlia Lara, nata dalla sua relazione con la super eroina amazzone. La sua visione supporta in parte quella di Batman, per Clark il quale prova una inconscia ammirazione e sudditanza[3]. Lara è astuta e con una morale più simile a quella di un semi-Dio greco rispetto al kryptoniano. La sua ideologia si esprime con un'affermazione rivolta al genitore:«Gli umani combinano solo disastri. Guardali. Quando non uccidono il pianeta, si uccidono tra di loro. Perché non prendiamo il controllo e comandiamo noi?». Superman ha quindi una repentina svolta nel suo comportamento che nel conclusivo capitolo dell'opera lo porta a schierarsi con Batman e Lara, optando per soluzioni estreme ma questo è un cambiamento nel tono della narrazione che subisce una svolta fin troppo rapida ed evidente nel terzo albo. Si tratta infatti dell'albo scritto da un Miller sconcertato e furioso dopo i fatti a cui ha assistito l'undici settembre 2001. Si assiste quindi ad un Superman perde ogni inibizione e si schiera dalla parte della ribellione voluta dal Cavaliere Oscuro e pur di difendere dei cittadini americani attacca le stesse forze militari statunitensi al comando di Lex Luthor. Questo lo porta ad uccidere esseri umani in nome di un bene superiore per la sicurezza del paese. Infine sembra disposto, insieme alla figlia Lara, a stabilire un nuovo ordine mondiale dove i super eroi non devono più essere al servizio di tiranni, finte democrazie o governi incapaci, ma piuttosto devono governare e pacificare il mondo eliminandone le reali minacce.
- Lara: è la figlia di Superman e Wonder Woman. Ora è un'adolescente che ha ricevuto i super poteri dei genitori ed è stata cresciuta segregata dal resto del mondo per volere del padre che non ha voluto che venisse perseguita dal regime del duo Luthor/Braniac. Lo stesso padre non ha mai voluto incontrarla per non rivelare l'identità della giovane. Il personaggio però risulta cruciale nello sviluppo della storia in quanto Lara ha una mentalità da semi-dea greca e vede gli umani come un popolo che va dominato e gestito in quanto incapace di non creare tirannie politiche o corporative, sempre intento atrovare pretesti per creare nuove guerre. Fondamentale risulta il suo incontro con il padre al quale espone le sue teorie e appoggia indirettamente il piano eversivo di Batman. Si assiste quindi ad una svolta nella personalità del kryptoniano che comincia a dubitare del suo ruolo sul pianeta. Finora, come da lui stesso affermato, si è limitato a salvare vite umane e combattere minacce aliene o quelle di super criminali dai costumi e piani improbabili. Giunge il momento in cui bisogna cambiare il sistema sociopolitico, chi ha grandi poteri ha il compito di prendere in mano il destino del mondo. Rispetto al padre, Lara si dimostra più astuta e meno intimorita dalle strategie di Lex Luthor e Braniac. Infatti è lei, con l'aiuto di Atomo, a liberare i cittadini di Krypton imprigionati nella bottiglia di Kandor nella fortezza di Braniac. Il piano è ovviamente partorito dalla mente del Cavaliere Oscuro nei confronti del quale Lara mostra ostilità e diffidenza, in quanto Bruce Wayne è solo un essere umano ma è lo stesso Superman ha sottolineare che pur essendo un bastardo è la loro unica possibilità di successo. Alla fine infatti i super eroi hanno la meglio sul regime che si era instaurato grazie alla ribellione e le strategie di Bruce Wayne. Nonostante questo è Lara e Clark che chiudono la storia osservando il pianeta dallo spazio e ponendosi come nuovi leader/dittatori di un genere umano incapace di autogestirsi.
- Il presidente degli Stati Uniti Rickard: è il presidente che ha succeduto a Regan alla Casa Bianca, ma non si tratta di una persona reale. All'insaputa degli americani è un ologramma elaborato da un'alta tecnologia posseduta dal genio criminale Lex Luthor il quale lo sta usando come un burattino per attuare il suo piano finale. Dopo aver convinto la popolazione dell'inutilità e criminalità del perpetuo vigilantismo dei super eroi, di fatto ormai considerati fuori legge, Luthor è riuscito ha sfruttare con il ricatto e la tecnologia i super poteri dei suoi stessi rivali per rendere gli Stati Uniti nuovamente una grande potenza. Basti citare Barry Allen (Flash II) costretto a correre come un criceto all'infinito per generare tramite una gigantesca bobina un terzo dell'energia elettrica del Paese. Se si ferma i suoi cari sono eliminati istantaneamente dalle task force di Luthor. Chi non si è sottomesso o è prigioniero, come ad esempio Ray Palmer (Atom II) oppure viene perseguito come un super criminale. Rickard e la sua amministrazione hanno progressivamente violato e poi stralciato la Carta dei Diritti permettendo a Luthor di istaurare uno Stato di Polizia, dove grazie alla tecnologia e l'appoggio dell'apparato industriale-militare la criminalità è stata quasi completamente soppressa, a discapito del dissenso e delle libertà individuali. I cittadini/elettori non sembrano però preoccuparsene, ossessionate (e controllate) dai social media e manipolati da una informazione mainstream che veicola un pensiero unico dominante autoritario, controllato dalle corporation e da un programma sociopolitico incontestabile e facente capo a Lex Luthor. Rickard risulta essere una figura rassicurante, costantemente presente nella vita degli americani, confortandoli con la prospettiva di un continuo progresso e di un futuro ricco di pace e prosperità ma che allo stesso tempo è riuscito a far passare la Legge per la libertà dall'informazione. La libertà d'informazione viene vista ormai come un catalizzatore di confusione, creazione di finte paure e alimentatore di teorie cospirazioniste, quindi negativa per il benessere della società americana. Questa tematica viene ripresa da opere precedenti di Miller quali la prima miniserie dedicata a Martha Washington (omonima della prima First Lady della storia USA)[8]. L'opera viene pubblicata con il titoloGive me Liberty e ci presenta una realtà distopica dove gli Stati Uniti sono governati dal Presidente Rexall, guerrafondaio, classista e corrotto che domina manipolando l'informazione e l'esercito[8]. Anche in quel caso Miller avverte sui pericoli di una informazione non libera e indipendente e lo stesso titolo del fumetto riprende uno stralcio del rivoluzionario americano Patrick Henry, ovvero:«Gime me liberty or give me death»[8]. Il Presidente Rickard riprende sia le caratteristiche di Rexall sia quelle del candidato preseidenzile Ken Wind, rappresentato nella graphic novel Devil: Amore e guerra (o Daredevil:Love & War in originale) pubblicata per la Epic Comics (etichetta della Marvel Comics) nel 1986[9]. Wind è un politico democratico dai tratti che ricordano Kennedy ma è di fatto un modello artefatto, stereotipo del politico creato per spot pubblicitari e parate, portavoce di vuoti ideali e messaggi populisti[9].
- Il nuovo Joker (Dick Grayson): una dei super criminali più temibili in "The Dark Knight Strikes Again" è una nuova versione del Joker, già nemesi storica di Batman. In questo caso dietro la maschera del clown del crimine si cela però Dick Grayson, il primo Robin e partner del Cavaliere Oscuro[10]. Qui si viene a sapere che lo stesso Bruce ha licenziato il suo side-kick in quanto ritenuto un incapace e non all'altezza di stargli a fianco. Dick è infatti rappresentato come un individuo instabile e senza una morale, animato da un astio recondito nei confronti del suo mentore[10]. Si è quindi sottoposto ad una profonda trasformazione a livello biologico/genetico che lo ha reso capace di guarire da colpi mortali, rendendolo quasi indistruttibile. Anche se le origini di questi super poteri non vengono rivelate esplicitamente, si tratta di una trasformazione di cui può essere stata capace la tecnologia aliena di Braniac[10]. Di fatti una delle missioni del nuovo Joker è quello di dare la caccia e uccidere quei super eroi che non si sono sottomessi al regime del duo Luthor/Braniac. Tra le sue vittime vediamo cadere lo storico eroe The Guardian e Martian Manhumter, già indebolito e i cui poteri di un tempo (a livello di quelli di Superman) sono ormai svaniti. L'attenzione e l'odio del Joker tornano però a riversarsi verso Bruce nel momento in cui si rivela al mondo (era creduto morto da tre anni) e soprattutto quando Dick vede che è stato sostituito come suo side-kick da Kelly (prima col nome di Robin e poi quello di Catgirl)[10]. I presupposti per questa sorprendente svolta in Dick Grayson, uno degli eroi più nobili e motivati (al bene) del DC Universe non vengono però spiegate da Miller che evidentemente ha sempre visto il Dinamico Duo come qualcosa di ambiguo e discutibile[10]. Nell'opera precedente (The Dark Knight Returns) Robin è assente in quanto assassinato dal primo Joker, ma si trattava del secondo Ragazzo Meraviglia, la cui identità era quella di Jason Todd. Le motivazioni dietro l'instabilità psichica e morale di Dick vengono fornite in un'opera successiva dal titolo All Star Batman and Robin, The Boy Wonder, pubblicata tra il 2005 e il 2008, scritta da Frank Miller e disegnata da Jim Lee[10]. Qui si assiste all'addestramento disumano a cui Grayson viene sottoposto da un giovane e crudele Bruce Wayne, meno saggio ed esperto di quanto poi diverrà decenni durante il periodo narrato in "The Dark Knight Strikes Again"[10]. Tra i vari soprusi subiti da Dick vi è quello di essere stato lasciato solo nella Batcaverna con la sola possibilità di sfamarsi dando la caccia e mangiando dei topi[10]. Il comportamento con Kelly è completamente differente, la ragazza viene tratta da Bruce come una figlia e il suo addestramento, seppur duro, non prevede soprusi o abusi[10].
- Jimmy Olsen: giornalista cresciuto professionalmente al Daily Planet di Metropolis e caro amico di Clark Kent e Lois Lane. Ora è ormai un veterano della professione e uno delle poche voci dissidenti nei confronti del regime di Rickard/Luthor. Il primo albo dell'opera si apre un dibattito tra televisivo tra di lui e lo stesso Presidente. Olsen cerca di sottolineare la progressiva perdita delle libertà individuali e cerca di ricordare agli spettatori l'epoca degli eroi, quella illuminata dalla Justice League of America, esempio di Giustizia e baluardo contro la tirannia. Tale affermazioni sembrano però cadere nel vuoto di fronte ad un leader carismatico come Rickard che sottolinea la prosperità e l'eliminazione della criminalità dalla società americana. Il motivo per cui ad alcuni giornalisti come Olsen è ancora permessa la libertà di parola risiede proprio nel fatto di voler dimostrare una finta democrazia del sistema che, tramite il controllo dell'informazione è ormai capace di ridicolizzare e ridurre a mere figure complottiste coloro che si vogliono porre certe domande. Soprattutto chiedere agli americani che fine hanno fatto i loro super eroi.
- Caroline Keene Kelly: il side-kick (principale aiutante) di Batman, già apparsa in Dark Knight Returns come nuova Robin. Ora è stata addestrata per 3 anni dal Cavaliere Oscuro ed ha sedici anni. Ha maturato esperienza e consapevolezza nei propri mezzi, non è più una ragazzina ossessionata dalla figura del Cavaliere Oscuro ma è divenuta lei stessa una super eroina di cui Bruce si fida e a cui affida le operazioni più importanti della prima fase del piano di ribellione contro il sistema. Questa consiste nel liberare gli iconici eroi della Lega della Giustizia a partire da Ray Palmer e Barry Allen. Per sottolineare il cambiamento di ruolo e la volontà di imporsi con una sua identità muta il suo nome da Robin a Catgirl con un nuovo costume leopardato che ricorda vagamente quello di Catwoman. Inoltre è alla guida di un gruppo di ragazzi, ex teppisti di strada, che Bruce ha preso sotto la sua ala, li ha addestrati e forniti di costume ed equipaggiamento, il loro nome è Batboys. Anche loro sono necessari alla vasta operazione che deve rovesciare il sistema e risvegliare lo Spirito dei cittadini americani, sempre che non sia tardi.
- The Question ( Vic Sage, alias Charles Victor Szasz): personaggio creato per la Charlton Comics nel 1967 da Steve Ditko e Sam Glazman. La versione che ci viene presentata da Miller prende spunto dalla interpretazione del personaggio così come gli viene data da Dennis O'Neil quando il personaggio viene acquisito dalla DC Comics. Si tratta di un personaggio enigmatico il cui volto ha una maschera che non ha tratti fisionomici e il cui scopo è quello di indagare i lati più oscuri della società, la mente dei criminali e l'uso improprio del potere, sia da parte dei super uomini sia dei politici. In questo lo aiuta la sua preparazione giornalistica e una capacità intellettiva al pari di quella di Bruce Wayne. Infatti pare essere uno dei pochi super eroi ancora in attività sotto il regime di Rickard/Luthor, pienamente consapevole del controllo sociale operato dall'elite al potere. Il suo ruolo non è però quello dell'eroe (o anti-eroe) combattente ma ha come obbiettivo il compito di portare un popolo assopito e manipolato a porsi delle Domande su quello che sta succedendo e sulle presunte verità imposte dal sistema mediatico/politico/corporativo. Tanto quanto Batman, secondo Question il mondo è impazzito e lo Spirito Umano è stato assopito e avvelenato, un tema caro a Miller e già presente in Dark Knight Returns (come altre sue opere anni novanta). Vic Sage arriva ad affermare:«La gente è tanto intossica dal lusso che ha dimenticato cosa ci eleva rispetto agli animali. La Ragione. La Verità. La Giustizia. La Libertà». A differenza del Cavaliere Oscuro non si vuole opporre con la lotta e una guerra violenta dichiarata al Sistema ma vuole raccogliere le bugie di un sistema corrotto e diffonderle come "una bottiglia lanciata nell'oceano" nella speranza che vi siano ancora persone consapevoli, capaci di porsi delle Domande e quindi porsi in maniera critica verso il pensiero dominante.
- Freccia Verde: è un super eroe nettamente schierato contro il sistema e abbraccia senza esitazione il piano di ribellione di Batman. Lo assiste anche nel suo scontro con Superman utilizzando frecce armate di punta alla kryptonite. Miller ne accentua le posizioni ideologiche di stampo socialista e anti-capitalista. Oliver infatti anela a soppiantare il regime del duo Luthor-Braniac dando il "potere al popolo" e ridistribuendo le ricchezze annullando disparità sociali. La sua posizione viene contestata da The Question che sottolinea come storicamente «...il dispotismo delle masse porta sempre alla dittatura». Il Freccia Verde milleriano tende a bollare tutti i super eroi con grandi poteri (a livello Superman) come potenziali fascisti. Dal suo punto di vista teme l'istaurarsi di un nuovo ordine mondiale dove una nuova elite (non finanziaria ma super umana) si pone al comando dei cittadini e ne decide le sorti economiche e politiche. Da sottolineare il fatto che durante la pubblicazione di "Dark Knight Strikes Again", tra il 2001 e il 2002, il personaggio di Green Arrow si ritrova a vivere uno dei suoi periodi di maggior successo degli ultimi decenni. Nel 2001 il Freccia Verde originale viene riportato invita (morto anni prima per attacchi terroristici) all'interno dell'universo DC canonico grazie al regista/sceneggiatore/attore Kevin Smith che viene messo alle redini (come scrittore) di una nuova serie regolare dedicata al personaggio. Smith riesce a ricostruire un contesto e degli eventi plausibili che giustifichino la sua resurrezione e lo rende protagonista di un ciclo di storie che viene acclamato da pubblico e critica. La serie (Green Arrow Vol.2) nel periodo della sua gestione è spesso la più venduta tra quelle DC superando quelle di personaggi quali Superman, Batman o la Justice League[11].

## Contesto e Ideazione

### Contesto storico/editoriale
(Frank Miller in un'intervista a "Ultrazine" nel gennaio 2002.)
Nel 2000 Frank Miller torna alla DC Comics dopo averla abbandonata, non senza polemiche, agli inizi degli anni novanta. Durante il decennio turbolento ma creativamente esplosivo dei anni novanta Miller si è dedicato alla produzioni di opere per la case editrici indipendenti, soprattutto per la Dark Horse Comics tramite la quale ha avuto una possibilità espressiva e creativa non permessa all'epoca dalla struttura redazionale delle Big-Two (Marvel e DC). Passando alla casa editrice di Mike Richardson ha potuto quindi creato opere originali e creator-owned (i cui diritti intellettuali e di cessione rimangono all'autore) quali Sin City, la saga di Martha Washington, 300 e altre. Si tratta di creazioni in cui l'autore newyorkese ha potuto sperimentare sia a livello di contenuti sia a livello grafico. Qui ha potuto esprimere apertamente le sue idee (dell'epoca) sulla decadenza della società, il militarismo dilagante, la mancanza di ideali e di veri eroi, la corruzione e manipolazione dei media, sempre al servizio del potere con una popolazione incapace e assuefatta al sistema. Non vi sembra più essere nessuna volontà di ribellione o capacità critica al di fuori del pensiero unico trasmesso dai media mainstream. Alcune di tali tematiche erano ovviamente già emerse nella sua opera seminale Il Ritorno del Cavaliere Oscuro, opera che va accorpata ad altre della metà degli anni ottanta quali Watchmen e Miracleman di Alan Moore, Shade, The Changing Man di Peter Milligan e altre. L'opus narrativo e tematico proposto da questi fumetti ha portato ad una svolta del modo di proporre super eroi (in taluni casi) mettendo le basi per un decostruzionismo del genere e avvolgendoli in nuove atmosfere più cupe e realistiche denominate grim and gritty. A distanza di oltre un decennio Miller si pone l'ambizioso progetto di realizzare un sequel del suo Dark Knight Returns del 1986, fumetto ormai divenuto iconico, simbolo e landmark di un'epoca di grandi cambiamenti. Le aspettative dei lettori e del mercato sono altissime anche alla luce del fatto che nel biennio 1995/1996 vie era stato il collasso del mercato fumettistico, capace di mandare in bancarotta la Marvel Comics e portare alla chiusura di migliaia di fumetterie. La ripresa, a fine anni novanta è da poco ricominciata e il ritorno del Batman di Miller è colto come un segno di definitiva ripresa di un genere quale quello super eroistico ormai in sofferenza da anni. 

### Realizzazione
Lo scopo di Miller di proporre una volta ancora un'opera che segni un'epoca per il Cavaliere Oscuro (e i super eroi in generale), ma ora l'obbiettivo più arduo in quanto dopo l'uscita di Dark Knight Returns, Batman si è imposto a livello cinematografico come personaggio da blockbuster, a partire dal Batman di Tim Burton del 1989 e i vari sequel degli anni novanta (non sempre all'altezza) e sul personaggio si sono cimentati autori quali Alan Moore, Grant Morrison e Alan Grant. A livello editoriale è nata la linea Elseworld che ha dato agli autori una maggiore libertà di dare le loro interpretazioni del personaggio al di fuori della continuity e a questo si aggiungono l'arrivo della British Wave, un gruppo di fumettisti quali Alan Moore, Grant Morrison, Peter Milligan, Garth Ennis e altri che hanno portato avanti le tematiche decostruzioniste e (spesso) iconoclaste sui super eroi. Tra l'altro nel 1993 nasce un'etichetta DC quale la Vertigo (supervisionata e co-creata da Karen Berger), che raccoglie le istanze dei nuovi autori e si propone di rivolgersi ad un pubblico più maturo e post adolescenziale. Bisogna poi sottolineare l'avvenuto crollo dell'Unione Sovietica la fine dell'epoca reganiana e la distensione tra le due super potenze che avevano tenuto il mondo sotto la continua tensione sociopolitica della guerra fredda. La presenza di questi elementi erano stati fondamentali nella rinascita del Batman di Miller, ricettacolo delle forti tensioni geopolitiche degli anni ottanta, che però ha già individuato le premesse per problematiche ancora più gravi, già infiltrate nel tessuto della civiltà occidentale. Consapevole di non poter riproporre una storia che vede come protagonista un Batman che si vuole proporre come una versione più oscura ed estrema di quanto fatto negli anni ottanta, Miller decide di tenere la figura dell'Uomo Pipistrello ai margini della storia e dell'azione dando ampiamente spazio agli altri personaggi iconici del DC Universe. Batman rimane il catalizzatore e la mente pensante dietro gli avvenimenti raccontati ma l'autore vuole ora darci una versione di diversi ex-membri della Justice League of America approfondendo la psicologia di Superman e il suo rapporto con Wonder Woman dalla quale ha avuto la figlia Lara. Da notare che nel primo albo della miniserie Batman è presente prevalentemente come una voce fuori campo, il quale indirizza Catgirl e i Batboys nella liberazione di super eroi quali Flash e Ray Palmer. Lui appare solo nelle ultime pagine dove si ripete lo scontro con un Superman il quale viene umiliato, portato in fin di vita (grazie anche all'aiuto di Flash II e Freccia Verde) e costretto a rifugiarsi nella Fortezza della Solitudine. Lo stesso Miller dichiara che in questa nuova opera ha voluto inserire diversi super eroi in modo da creare una visione più ampia di quanto il futuro distopico di questo universo ha profondamente influito sulle personalità dei classici eroi DC. Nel secondo albo l'autore inserisce quindi una pletora di personaggi che rubano la scena al Cavaliere Oscuro, la cui figura esce preponderante solo nella parte finale del fumetto. Nel secondo numero le scene più iconiche sono quelle del turbolento rapporto tra Superman e Wonder Woman in cui il loro rapporto carnale viene presentato in tavole a tutta pagina creando alcune delle scene più iconiche dell'intera opera. A loro si aggiungono personaggi quali The Elongated Man  (Ralph Dibny), Plastic Man (Eel Obrian), un nuovo Joker, The Guardian (una copia di Captain American), The Creeper, Martian Manhunter, The question, Shazam, Lara (la nuova Supergirl), i figli di Hawkman e Hawkgirle e Green Arrow. Quello che ha infastidito molti lettori e che i personaggi rappresentati sembrano una parodia dei super eroi che sono stati (spogliati delle loro caratteristiche mitologiche), contaminati spesso dall'incapacità di pianificare una qualsiasi reazione alla decadimento morale e alla dittatura (mascherata) di una società compromessa. Spesso sono invece rappresentati in situazioni che ricordano la ingenuità e banalità di molti fumetti della Silver Age. Miller si vuole infatti distanziare dalla poetica e contesto creativo di Dark Knight Returns (del 1986), pubblicato in un periodo in cui vi era il bisogno di proporre storie super eroistiche più realistiche, creando eroi più cupi e introspettivi. Per quanto riguarda Dark Knight Strikes Again l'autore afferma :«Quando ho realizzato la prima opera (Il Ritorno del Cavaliere Oscuro) volevo protestare contro un sistema (di produrre fumetti) stantio e omologato, simile a quello dei vecchi show televisivi. Quello che si produceva era poco originale e ripetitivo. Questa volta voglio affrontare un'opera che riprenda il variegato pantheon di personaggi DC e raffigurarli in maniera tale che riemerga la spensieratezza che aveva caratterizzato la loro creazione (nella Golden Age e Silver Age)».  Miller si spinge però ben oltre presentandoci un Universo super eroistico allo sbando, con personaggi che hanno perso e/o dimenticato il motivo della loro stessa esistenza come paladini della giustizia e in cui solo Batman (e pochi altri quali The Question) sembrano realmente focalizzati a combattere il male.
Da notare che il terzo albo di "The Dark Knight Strikes Again" esce con diversi mesi di ritardo (nel luglio 2002) quando invece ne era prevista la distribuzione tempo prima (a febbraio). Questo avviene in seguito una riscrittura dell'albo in quanto Miller assiste dalla sua abitazione a Hell's Kitchen all'attacco terroristico dell'undici settembre, i primi due albi erano ormai completati ma l'avvenimento scuote profondamente l'animo e le convinzioni dell'autore. L'eco della tragedia emerge quindi nel capitolo conclusivo dell'opera, dove le vicende assumono toni più cupi ed estremi. A livello visivo vi è anche una doppia pagina che riprende il centro di Metropolis avvolto nella polvere in seguito all'attacco di Braniac. Si tratta di un'immagine che riprende gli eventi dell'undici settembre 2001. La rabbia di Miller sfocerà nel voler estremizzare ulteriormente le azioni del Cavaliere Oscuro e dei super eroi in genere, spostando il suo orientamento politico verso l'ala più conservatrice e nazionalista, arrivando ad atteggiamenti e dichiarazioni islamofobiche. Miller ritiene che con una società occidentale sotto minaccia (a suo avviso) il ruolo del super eroe risulta assurdo e privo di senso. Dopo l'inizio della guerra ad Al-Queda ritiene fuori luogo scrivere opere in cui Batman combatte l'enigmista. In effetti tale tematica era già emersa nei primi due albi dove si assiste ad un Cavaliere Oscuro che ispira una rivoluzione popolare verso un sistema di poteri occulti dominati dal duo Luthor-Braniac. Adesso vorrebbe però realizzare un'opera propagandistica in cui l'Uomo Pipistrello è impegnato in una crociata contro i terroristi. L'opera viene inizialmente annunciata nel 2006 al Wonder-Con di San Francisco, pubblicata da DC Comics e con protagonista il Cavaliere Oscuro di "The Dark Knight Returns" e "The Dark Knight Strikes Again". L'eccessiva politicizzazione in chiave anti-islamica e il comportamento estremo e violento del classico personaggio DC porteranno però ad un cambiamento della casa editrice e del nome utilizzato dal protagonista.

### Il sequel apocrifo
(Frank Miller in un'intervista del 29 luglio 2010.)
Il progetto annunciato nel 2006 con protagonista il Cavaliere Oscuro milleriano che lotta armato e con metodi estremi la minaccia del terrorismo viene cestinato dalla DC. Il personaggio devia eccessivamente da quelli che sono i canoni di un'icona della casa editrice e inoltre si tratta di un'opera ritenuta propagandista e islamofobica. Miller porta però avanti il progetto che prende il titolo di Frank Miller's Holy Terror e viene pubblicato dalla casa editrice Legendary Comics divisione editoriale degli studios cinematografici che hanno prodotto il film 300 (del 2007), basato sull'omonima graphic novel dell'autore e pubblicata dalla Dark Horse Comics nel 1998. L'opera viene distribuita nel 2011 in occasione del decimo annivversario degli avvenimanti dell'11 settembre 2001. Il personaggio principale richiama con riferimenti intertestuali il personaggio di Batman ma il suo nome è The Fixer e non agisce in un contesto quale il multiverso DC Comics. Gotham City prende il nome Empire e il commissario Gordon diventa il commissario Donegal. La città è sotto un attacco multiplo dei terroristi di Al-Queda e il Fixer li affronta senza pietà utilizzando anche armi da fuoco e un furore incontenibile. Come già visto in personaggi quali Punisher della Marvel Comics il ruolo del protagonista rinuncia ad ogni prospettiva morale o salvifica tipica di questo genere di fumetto. Miller abbandona ogni posizione antimilitarista (vista in opere come quelle dedicate a Martha Washington) per appoggiare una posizione interventista e nettamente a favore del Governo, dalle sue opere sembra sparire ogni posizione anti-sistema. L'autore ammette la volontà propagandistica dell'opera e si paragona ad una delle figure che più ha ammirato e lo hanno ispirato all'inizio della sua carriera, ovvero Jack Kirby. Il riferimento è a una delle creazioni più famose del Re dei Comics, ovvero Capitan America (ideato con Joe Simon). Questo eroe/soldato americano combatte senza remore la minaccia delle Forze dell'Asse e i suoi fumetti degli anni quaranta hanno esplicitamente la funzione di spronare i giovani americani a combattere (arruolandosi) per difendere la propria nazione.

## Tematiche
- Distopia: l'ambientazione storica in cui si svolge l'opera è il 1991, in quanto il Presidente Rickard è il successore di Ronald Reagan nella Studio Ovale, venendo precisato che sono passati 3 anni da Dark Knight Returns, inoltre l'Unione Sovietica è ormai collassata (o in dissoluzione)[3]. Rispetto alla prima opera sul Cavaliere Oscuro milleriano non ci troviamo più in una realtà ucronica che presentava un contesto sociopolitico simile a quello in cui è stata pubblicata, ma ci si trova di fronte ad una realtà che stravolge ed estremizza gli elementi fondativi, i timori e le distorsioni di una civiltà alle soglie del terzo millennio[13]. Vi sono presenti la critica ad una pseudo democrazia, di fatto una dittatura mascherata dietro cui si cela Luthor e che prevede l'uso della tecnologia per il controllo della popolazione, dei possibili contestatori (bollati come terroristi) e degli stessi super eroi, considerati eversivi e portatori di una giustizia non codifica da valori etici-giuridici e da comportamenti da squadrismo fascista (con riferimento a team di super eroi quali La Lega della Giustizia)[3]. A questo si aggiungono elementi quali la manipolazione mediatica, perpetrata da vuoti talk show televisivi e programmi d'informazione atti a veicolare un pensiero unico dominante dove spesso vengono inseriti elementi discordanti e/o notizie contraddittorie al fine di creare confusione nei cittadini[13]. Per Frank Miller tali presupposti si sono già radicati all'interno della società americana e diviene inevitabile un imminente e catastrofico collasso dei valori che hanno costituito le fondamenta del suo Paese[13]. Ciò di cui si stupisce è l'apparente indifferenza e ottimismo (non giustificato) che ha caratterizzato gli anni novanta, un decennio (a suo vedere) assurdo e portatore di una decadenza del nazionalismo americano e dei suoi valori democratici[13]. A tal proposito afferma: «Parte di ciò che mi affascina dei tempi moderni è il senso di assurdità assoluta. Se dovessi cercare un esempio cinematografico particolarmente calzante, direi il Dottor Stranamore di Stanley Kubrick, per come Kubrick ha mostrato quanto ci voglia poco a perdere il controllo di una situazione. e per come è riuscito a cogliere così tanti punti di vista diversi di ciò che gli interessava in un film particolarmente breve. E l'ha fatto in maniera brillante. Credo che sia proprio in quella direzione che mi interessa andare»[13]. In un contesto distopico dove l'autorità delle istituzioni ha tradito la Costituzione e i Principi che hanno costruito la società statunitense, i super eroi, dipinti come fuori legge anarchici, rappresentano l'unica speranza per risvegliare lo spirito di un popolo che ha ormai perso il controllo del proprio destino[7]. Ancora una volta Superman  rappresenta la vera nemesi di Batman in quanto sottoposto al volere di Lex Luthor e Braniac, incapace di ribellarsi o compiere sacrifici, quale quello di non cedere al ricatto di Braniac. Superman diviene quindi il simbolo di un finto eroismo e patriottismo, una figura inadeguata e fuori dal tempo, tanto pieno di potere quanto vuoto nello spirito e nella volontà di allontanarsi dai poteri dominanti[7]. Ma vi sono altri (veri) eroi e in quest'opera Miller ripropone quindi tutti i super eroi più iconici della DC e li mette di fronte ad una realtà in cui bisogna ricorrere a soluzioni estreme e anti-sistema[7]. Rispetto a Dark Knight Returns abbiamo quindi una lotta che trascende la volontà del Cavaliere Oscuro di combattere la criminalità, la corruzione di Gotham City e l'inevitabile passare del tempo che scandisce la clessidra della vita. Ora Batman dichiara una guerra totale al Governo degli Stati Uniti (dittatoriale e traditore) e a tutti coloro che si sono resi complici di tale decadenza[7]. Miller ci tiene a specificare che si tratta di una storia a fumetti in cui ha cercato di esprimere le sue angosce e timori nei confronti del sistema sociopolitico del suo paese ma non si aspetta che tutto questo possa essere preso come punto di riferimento del lettore nel costruire il suo indirizzo politico o portarlo ad essere un soggetto eversivo[7]. D'altra parte i mondi distopici sono un'ambientazione che l'artista di Onley ha spesso privilegiato nelle sue opere degli anni ottanta e novanta. Basti vedere la miniserie Ronin (del 1983-1984) dove il protagonista si ritrova in una america futuristica in preda al collasso sociale ed economico, con le città in preda all'anarchia. Negli anni novanta ha poi modo di rafforzare i timori di una politica in balia di lobby corporative e finanziarie attraverso la sceneggiatura di film come RoboCop 2 (del 1990) e Robocop 3 (del 1993)[13]. Questi lavori per Hollywood vengono pesantemente rielaborati dagli studios ma la visione di Miller rimane, anche perché molto vicina alla posizione emersa nel film originale di Paul Verhoeven[13]. Miller rimane fortemente turbato da come vengono cambiati i suoi soggetti originali, sfumando le critiche al sistema politico e corporativo, così come vengono resi più sfumati i comportamenti più critici ed estremi di RoboCop. La versione originale voluta da Miller per i due sequel è stata però resa in maniera più fedele in un adattamento a fumetti pubblicato dalla Avatar Press (tra il 2003 e il 2006) e nel quale la violenta reazione al sistema (non più democratico) di Murphy emerge in maniera evidente e senza censure, mostrandoci un protagonista molto più simile al Batman ripreso da Dark Knight Strikes Back, aumenta il cinismo e la sfiducia nelle istituzioni e la necessità di una reazione violenta verso un governo autoritario, al servizio di corporations il cui unico scopo è il profitto[13]. e Gli anni novanta sono poi segnati dalla saga di Martha Washington, soldatessa protagonista di guerre per la Pace dietro le quali si nascondono gli interessi di un'elite protesa a mantenere il potere politico militare degli USA sul Mondo a dispetto di una società occidentale in perpetuo degrado e decadenza[13]. Gli elementi delineati in queste visioni distopiche trovano spazio ne Il Cavaliere Oscuro colpisce ancora e il tutto viene amplificato dai tragici avvenimenti ai quali Miller assiste durante la realizzazione dell'opera, quali gli Attentati dell'11 settembre 2001.
- Parodia: l'opera sequel de Il Ritorno del Cavaliere Oscuro si contrappone volutamente a diverse caratteristiche che avevano caratterizzato l'opera originale del 1986. Tra queste vi è l'aspetto dissacrante e parodistico che si riflette sia nelle tematiche ma spesso anche nella rappresentazione dei personaggi, ridotti a figure quasi stilizzate e semplicemente abbozzante, in cui mancano sfondi dettagli o particolarmente strutturati. L'esempio più evidente il team di eroine/cantanti/ballerine conosciute come band dal nome Superchick (Superfighe nella traduzione italiana Panini). I componenti sono tre ragazze con costumi attillati e dai corpi sensuali che si ispirano a classici supereroine, i loro nomi sono: Black Canary, Wonder Chick e Batchick. La loro stessa presenza e atteggiamenti suscitano continue polemiche mediatiche tra giornalisti e politici ma il loro successo è planetario. Tra l'altro non sono una semplice diversione dalla trama principale me giocano un ruolo fondamentale nel contesto della storia, in quanto sono fondamentali nel supportare il piano del Cavaliere Oscuro. Durante un loro concerto trasmesso in diretta internazionale, permettono a Batman di salire sul palco e rivelare al mondo che è ancora vivo e di svelare la sua vera identità togliendosi la maschera. L'epicità del momento è però smussata dalla frase con la quale, per la prima volta, Bruce Wayne si rivela ad un pubblico in delirio :«Bambini, mettetevi il costume e fate scoppiare un casino». Lo stesso Superman, archetipo dei super eroi, ci viene mostrato come un personaggio ottuso incapace di critica ed analisi di quello che per Batman è un campo di guerra contro il sistema e i super eroi. Non stupisce che venga ancora una volta sconfitto da Batman in breve tempo grazie a dei guantoni e bombe di kryptonite. Nell'affrontarlo si mettono in evidenza tutti i limiti del Superuomo alieno, come afferma Bruce:«...ecco il guaio di quei poteri immensi che ti ritrovi. Sei arrogante. Troppo sicuro di te. Non hai mai imparato il pensiero strategico. Usare il cervello non è mai stato il tuo forte...e se sei vicino ai sessanta il cervello conta.» Lo stesso trattamento viene riservato ad altre icone della Golden Age, quali un invecchiato e ingenuo Billy Batson (Shazam), una Wonder Woman incerta sul suo ruolo nella crisi mondiale e ad un classico super eroe creato da Jack Kirby e Joe Simon quale The Guardian (clone fumettistico di Capitan America) il quale viene facilmente sconfitto dal nuovo Joker.
- Decadimento e manipolazione dei Media: uno degli aspetti più presenti ed evidenziati all'interno dell'opera è rappresentato alla critica ai mezzi di comunicazione[12]. Miller ci presenta un decadimento dei Media che, oltre che ad essere asserviti al potere, generano confusione e disorientamento nel pubblico[12]. Diverse tavole del fumetti sono costruite con mini vignette all'interno delle quali giornalisti, politici, opinionisti affrontano i fatti di cronaca presentandoci diversi punti di vista, resoconti contraddittori, notizie dai dettagli confusi e una visione generale della realtà in cui diviene impossibile per il cittadino distinguere notizie oggettive da opinioni personali o da fake news di matrice complottistica. Lo stesso autore afferma: «Ricorrere all'immediatezza di tutte queste teste sovrapposte che blaterano su quello che succede e si contraddicono a vicenda, secondo me è un buon modo per catturare l'autentico macello che è la televisione. Cercavo di imitare lo zapping»[12]. Anche in questo caso si accentua l'aspetto parodistico e caricaturale dei personaggi, i vari giornalisti ed opinionisti così come la gente comune intervistata vengono rappresentati con espressioni e tratti che richiamano i protagonisti delle comic strip (o strisce a fumetti) pubblicate sui quotidiani statunitensi e in diverse altre parti del mondo. L'informazione non è più funzionale al suo scopo originario ma diventa un pericoloso mezzo di intrattenimento che assopisce e manipola l'ascoltatore. Le conduttrici dei telegiornali sono modelle desnude o cyber-girl riprese dai manga di Masamune Shirow, i programmi diventano contenitori vuoti, privi di contenuti rilevanti od oggettivi (per quanto possibile) dove l'immagine e il sensazionalismo annullano le reali notizie che rischierebbero di risvegliare un senso di critica verso una società ormai alla deriva[12]. Questo permette ai poteri occulti, qui rappresentati dalla figura di Lex Luthor, di imporre la loro agenda e dominare facilmente l'opinione pubblica. Lo stesso Presidente degli Stati Uniti non è altro che un ologramma creato per i media e che ha l'unico scopo di rassicurare i cittadini sullo sviluppo e prosperità di un paese che è tornato ad essere una Grande America, nonostante l'evidente aumento dell'autoritarismo e delle violazioni dei diritti civili, elemento fondante degli USA[3]. Miller sembra voler avvertire il lettore che tramite i mezzi d'informazione (se usati a fini propagandistici e populisti) le stesse istituzioni possono essere private del loro valore o calpestate[12]. In questo contesto gli stessi super eroi assumono un ruolo che, al di la di costumi sgargianti e atteggiamenti da eroi dell'epica, perdono il ruolo di paladini della giustizia per divenire personaggi macchiettistici[7].
- Il ruolo del super eroe: Ne il Ritorno del Cavaliere Oscuro Miller, così come accade nel seminale Watchmen di Alan Moore, vede nel super eroe un individuo disturbato, fallato e animato da una volontà nichilista[14]. A differenza dell'autore inglese, però Miller non lo considera un involucro ormai vuoto, incapace di migliorare la società, che ne amplifica difetti e distorsioni etiche e giuridiche. Il Dark Knight di Miller, seppur con derive psicopatiche e disturbi della personalità, è ancora un simbolo, un'ispirazione per le masse[14]. Il suo Batman conserva infatti un individualismo e uno spirito combattivo che si oppone ad un "capitalismo schizofrenico e imperante" (per citare Gilles Deleuze e Felix Guattari) il quale ha fluidificato le masse in canali digitali ed ha omologato il cittadino in un passivo consumatore/lavoratore incapace di criticare un sistema al di fuori della cornice propostagli dai media[15]. Negli anni novanta l'influenza della sua opera viene però recepita solo negli elementi superficiali proponendoci una miriade di super eroi violenti e disturbati ma in cui spesso manca una reale componente critica e anti-sistema per privilegiare un fumetto che pretende di contenuti adulti o post adolescenziali solo per gli aspetti cupi e i contenuti grafici dell'opera. Con il sequel Il Cavaliere Oscuro colpisce ancora', Miller evolve il suo "Dark Knight rendendolo un fattore eversivo e disturbante per una società post ideologica e post umana dove i valori di una riforma sociopolitica, i temi religiosi e il valore della famiglia sembrano echi di un lontano passato[15]. Anche alla luce degli avvenimenti dell'undici settembre 2001 si delinea per l'aurore una nuova posizione politica ed ideologica, che sposa un anarchismo conservatore e tradizionalista, con forte tinte islamofobiche e militariste[15]. Per questo arriva a creare un'opera più aggressiva e corale, in cui sono presenti diversi super eroi della Silver Age, dove si vuole recuperare i valori di un tempo ormai passato ma che erano caratterizzati da una volontà di ribellione al sorgere di un nuovo capitalismo e a ad un'avversione e ad una cultura di massa che aveva assopito il popolo e il desiderio di combattere per una nuova e grande America[15][14]. Qui si vedono le influenze di una visione manipolatrice dei media già vista in Watchmen, un potere economico e politico di stampo massone come in From Hell (sempre di Alan Moore), una volontà di ribellione ai veri padroni del mondo evidenziato da opere come Invisibles di Grant Morrison, a ciò si aggiunge alla necessità di opporsi ad un decadimento morale e indifferenza sociale già esposta nello stesso Sin City dell'autore, pubblicato nel corso degli anni novanta. Il super eroe di Miller diventa quindi un pugile ormai sconfitto e malinconico, capace però di rialzarsi per un ultimo round, una dimostrazione di spirito indomito capace di dare ancora una volta una parvenza di epicità da una figura che sembrava ormai vuota e priva di valori[15].

## Accoglienza
(Frank Miller in un'intervista del 2006.)
Le attese nei confronti del sequel di un'opera seminale come Il Ritorno del Cavaliere Oscuro (del 1986) sono molto alte e quando l'opera viene distribuita nei primi anni duemila viene inizialmente accolta tiepidamente dalla critica e lascia insoddisfatti anche parecchi lettori. Nonostante questo è stato un grande successo finanziario per la DC Comics in quanto le copie vendute della prima tiratura dell'opera si sono sempre mantenute tra le 150 mila e le 200 mila nonostante l'elevato prezzo di copertina. I tre albi della limited-series sono infatti distribuiti in formato prestige con copertina rigida e un costo di $7,95. Se si considerano solo le prime ristampe la DC arriva ad incassare oltre 5 milioni di dollari. A questi vanno poi aggiunti i continui introiti dovuti alle vendite delle varie edizioni in Trade Paperback e Hardcover intorno alle quali vi è a tutt'oggi un interesse da parte dei lettori. Da sottolineare come l'albo d'esordio dell'opera, ovvero Dark Knight Strikes Again n.1, è il fumetto che vende più copie tra gli albi del dicembre 2001, riportando il personaggio di Batman (e la DC Comics) ad avere una rivalsa sugli albi degli X-Men e di Spider-Man della Marvel Comics che dominavano le classifiche di quel periodo. Nei primi dieci titoli più venduti del mese vi sono infatti la miniserie evento Wolverine: The Origin (al secondo psto), New X-Men di Grant Morrison (al terzo), la storica Uncanny X-Men (al quarto), Ultimate X-Men (al quinto), X-Treme X-Men (all'ottavo), l'albo annuale Unacanny X-Men 2001 (al decimo), Wolverine (con il n.171 della serie regolare, all'undicesima posizione). L'Uomo Ragno si posiziona al sesto e al settimo posto con la classica Amazing Spider-Man e Ultimate Spider-Man n.16 con la sua nuova versione (inserita nell'alternativo Ultimate Universe) creata e realizzata da Brian Michael Bendis e Mark Bagley. A testimoniare ulteriormente il successo ottenuto dal ritorno del Dark Knight di Miller vi è la statistica degli albi più venduti del primo decennio del duemila (2000-2009) che vede i primi due numeri de Il Cavaliere Oscuro colpisce ancora posizionarsi tra le prime cinquanta posizioni dei bestseller di quella decade.
Di seguito la tabella illustra per ogni albo (in senso orizzontale): la data di copertina, la posizione nella classifica di vendite in base ai pre-ordini del Direct Market (fumetterie e librerie) presso il distributore Diamond Comic Distributors e le annotazioni:
| albo                              | data di copertina | posizione | copie  | annotazioni |
| --------------------------------- | ----------------- | --------- | ------ | --- |
| The Dark Knight Strikes Again n.1 | dicembre 2001     | 1         | 187376 | l'albo riporta Batman in testa alle classifiche di vendita, dopo oltre un decennio in cui il mercato aveva visto il dominio (quasi incontrastato) della Marvel sulla DC, soprattutto con le serie mutanti e l'Uomo Ragno a cui si aggiunge l'incredibile successo di vendite ottenuto dalla Image Comics nei primi anni novanta. |
| The Dark Knight Strikes Again n.2 | gennaio 2002      | 2         | 166720 | L'opera perde la prima posizione e vi è un leggero calo nelle vendite. Al primo posto nelle vendite torna la Marvel con il n.6 sulla limited-series sulle origini di Wolverine (Wolverine: The Origin). Il Batman di Miller rimane l'albo DC più venduto superando l'albo JLA (il secondo più venduto dell'editore) di oltre 100 mila copie. La serie regolare della Justice League si posiziona al quattordicesimo posto con poco più di 66 mila copie vendute. Gli albi storici dell'Uomo Pipistrello quali Batman e Detective Comics faticavano a superare le 50 mila copie.                                          |
| The Dark Knight Strikes Again n.3 | luglio 2002       | 1         | 184327 | La prima posizione dell'albo si riferisce alle vendite del mese di febbraio 2002 ovvero quando vengono effettuati i pre-ordini presso l'allora distributore unico (per il mercato nord americano) Diamond Comic Distributors. L'albo conclusivo dell'opera viene però distribuito tramite il Direct Market (fumetterie e librerie) con diversi mesi di ritardo, nel luglio 2002. Rimane in assoluto l'albo più venduto della DC Comics, nelle top 10 la Marvel occupa le posizioni tra il secondo e il nono posto. La DC riesce a prendersi la decima posizione con Green Arrow n.13 che non raggiunge le 80 mila copie. |

## Edizione italiana
Nel 2020 Panini Comics dopo avere acquisito i diritti di pubblicazione di gran parte del catalogo della DC Comics pubblica una nuova edizione cartonata dell'opera riprendendo quella distribuita negli Stati Uniti per l'imprint DC Black Label. L'edizione rientra quindi nella collana DC Black Label Library.
DC Black Label Library - Batman - Il Cavaliere Oscuro colpisce ancora, contiene gli albi originali The Dark Knight Strikes Again numeri 1-3 e un sketchbook di 3 pagine in bianco e nero con i personaggi di Hawkman, Hawkgirl, The Question, Shazam, Atom (versione Silver Age), Carrie Kelly come Catgirl, Black Canary, Lara (figlia di Superman). Antonio Solinas è il curatore di questa edizione, Leonardo Rizzi ne ha realizzato la traduzione, Symmaceo il lettering, ed è stata distribuita il 27 agosto 2020.